# Луковниково (Старицький район)
Луковниково (рос. Луковниково) — село в Старицькому районі Тверської області Російської Федерації.
Населення становить 741 особу. Входить до складу муніципального утворення сільське поселення Луковниково.

## Історія
Від 2005 року входить до складу муніципального утворення сільське поселення Луковниково. Раніше населений пункт належав до Луковниковського сільського округу.

## Населення
| 1859 | 1886 | 1939  | 1959  | 1997 | 2002 | 2010 |
| ---- | ---- | ----- | ----- | ---- | ---- | ---- |
| 381  | ↗418 | ↗1229 | ↘1051 | ↘779 | ↘677 | ↗741 |